# Herbert Kober (Politiker)

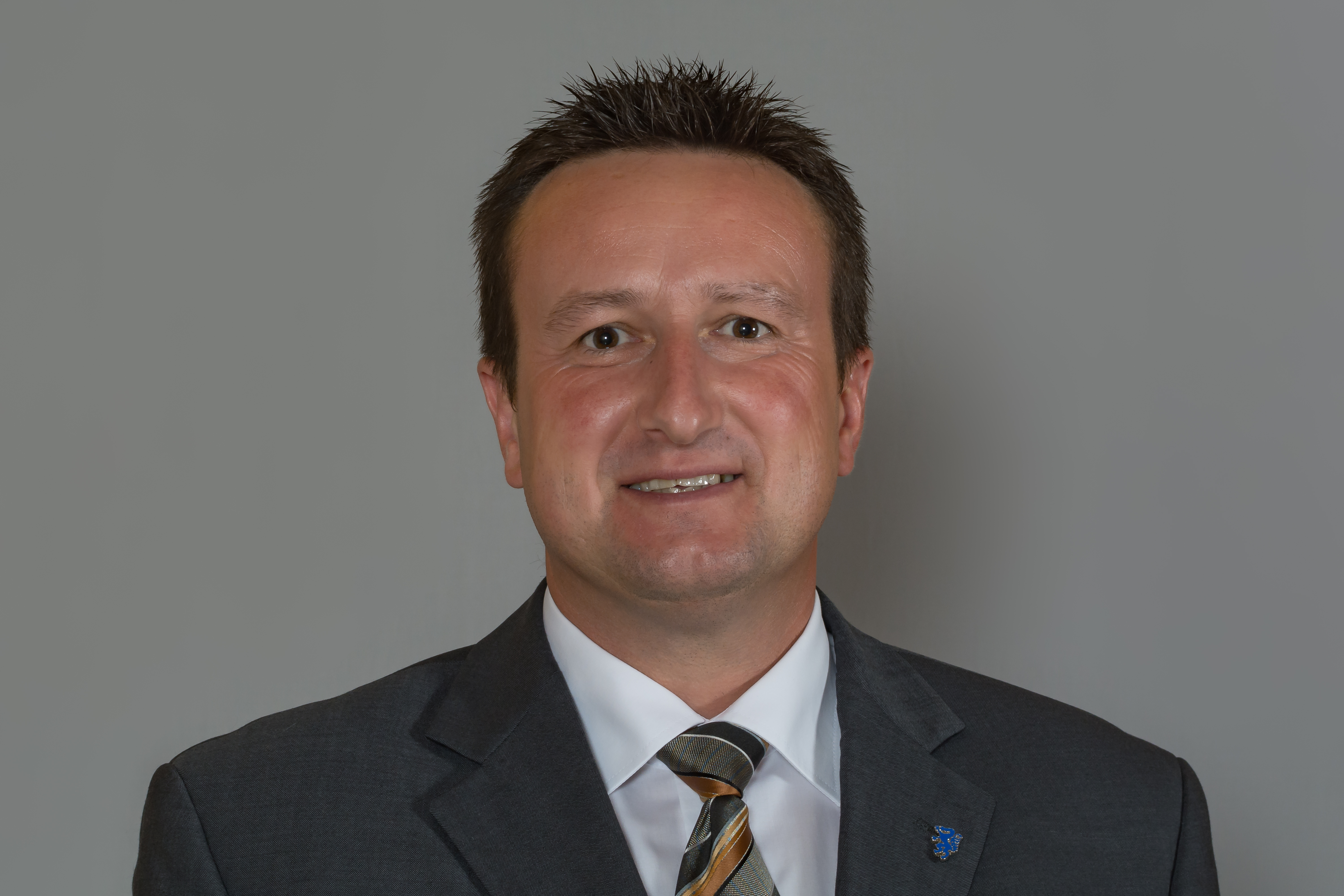
Herbert Kober (2016)

Herbert Kober (* 14. Oktober 1974) ist ein österreichischer Politiker der FPÖ. Er war vom 16. Juni 2015 bis 17. Dezember 2019 Abgeordneter zum Steiermärkischen Landtag und wurde am 18. Mai 2021 erneut Landtagsabgeordneter. Seit dem 18. Dezember 2024 ist er vom Landtag Steiermark entsandtes Mitglied des Bundesrates.

## Leben
Kober ist Berufssoldat beim Österreichischen Bundesheer. Er ist als Stabsunteroffizier in der Kaserne Feldbach tätig und wohnt in Auersbach. Kober wurde von der FPÖ im Bezirk Feldbach als Spitzenkandidat und im Wahlkreis Oststeiermark hinter Mario Kunasek, Anton Kogler und Erich Hafner an die vierte Stelle gereiht.
Dank des Erfolges der FPÖ bei der Landtagswahl 2015 mit einem Gewinn von 16,10 Prozent, war der Einzug von Kober in den Landtag sicher. Er wurde am 16. Juni 2015 angelobt. Für Kober war das Thema Ausbau der Feldbacher Straße (B 68) vordringlich. Ebenso wollte er sich für eine Kinderklinik am Standort Feldbach einsetzen. Nach der Landtagswahl 2019 schied er aus dem Landtag aus. Er übernahm das Mandat von Ewald Schalk nach dessen Ausscheiden und zog am 18. Mai 2021 wiederum in den Landtag ein.

## Verkehrsunfall und anschließende Fahrerflucht
Einem Bericht der Kleinen Zeitung zufolge verursachte Kober am 2. September 2023 auf der B 66 einen Verkehrsunfall mit Sachschaden und beging danach Unfallflucht. Nachdem er von der Polizei ausgeforscht werden konnte, wurde eine erhebliche Alkoholisierung Kobers festgestellt. Sein Anwalt bestätigte die Tat.